# لويز غريفيثز
لويز غريفيثز (بالإنجليزية: Louise Griffiths)‏ هي مغنية وكاتبة غنائية بريطانية، ولدت في 31 يوليو 1978 في هارتفوردشير في المملكة المتحدة.

## وصلات خارجية
- لويز غريفيثز على موقع IMDb (الإنجليزية)
- لويز غريفيثز على موقع ميوزك برينز (الإنجليزية)
- لويز غريفيثز على موقع ديسكوغز (الإنجليزية)
- لويز غريفيثز على موقع قاعدة بيانات الفيلم (الإنجليزية)